# Dumitru Țiplea
Dumitru Țiplea (n.  ?) este un deputat român, ales în 2024 din partea PNL. 